# Neue Börse (Zürich)

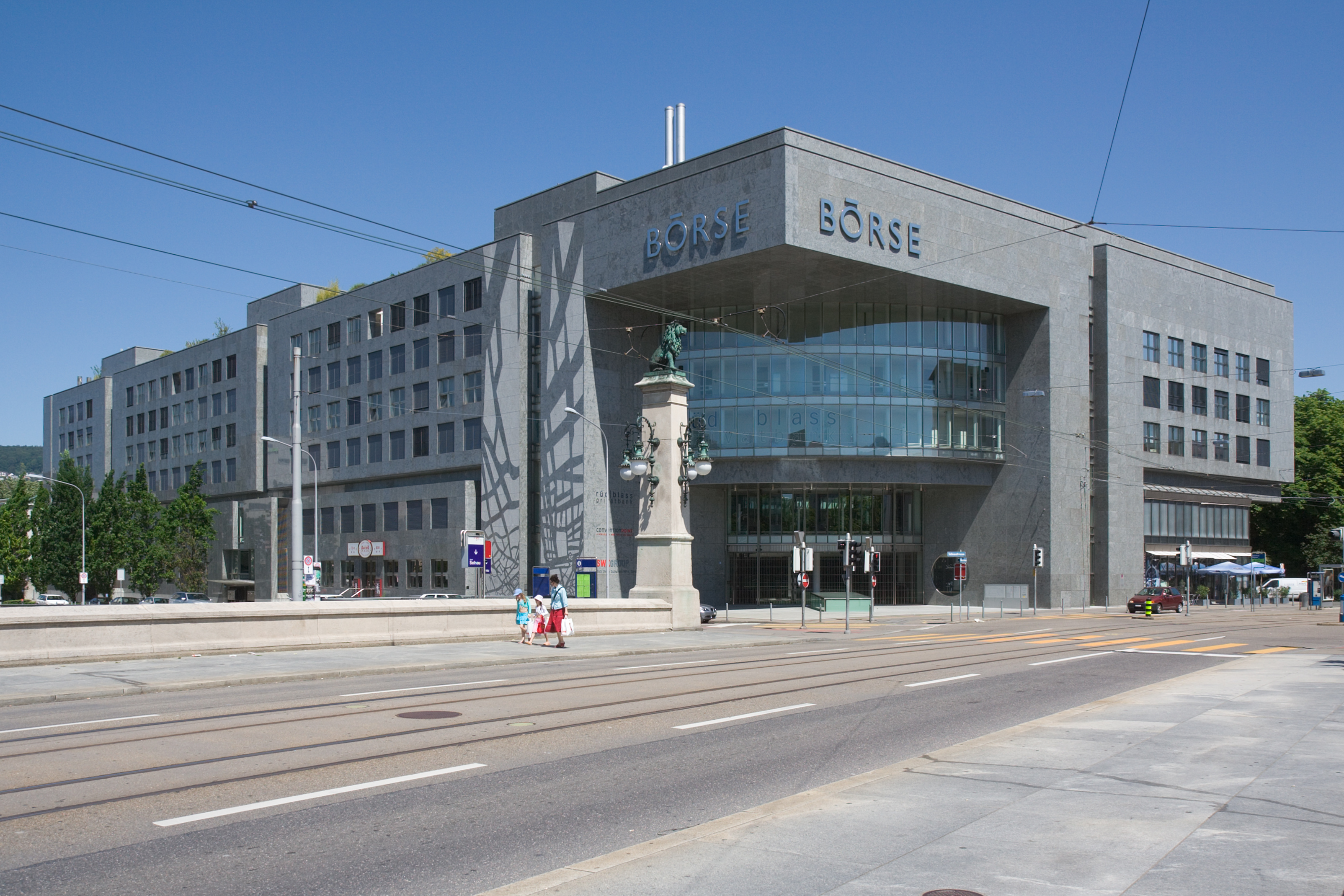
Neue Börse Zürich

Die Neue Börse ist eine Überbauung im Quartier City der Zürcher Altstadt, die für die Zürcher Effektenbörse entworfen wurde. Auffallend ist die grosszügige, portalartige Eingangslösung, welche die Ecke zur Sihl hin öffnet.

## Geschichte

### Zürichs «Neue Börse»
Der unmittelbare Vorgängerbau der Zürcher Effektenbörse, im «Börsenblock» zwischen Talstrasse und Schanzengraben gelegen, wurde 1930 bezogen und litt Ende der 1970er-Jahre unter akutem Platzmangel. Der Kanton war gemäss Wertpapiergesetz von 1912 dazu verpflichtet, eine Börsenlokalität zur Verfügung zu stellen, solange er das offizielle Kursblatt herausgibt, wofür ihm Gebühren aus dem Börsenhandel zustehen. Nachdem nachhaltige Ausbauideen im Börsenblock gescheitert waren, schlug der Kanton dem Effektenbörsenverein einen Neubau auf eigenem Grundstück vor.

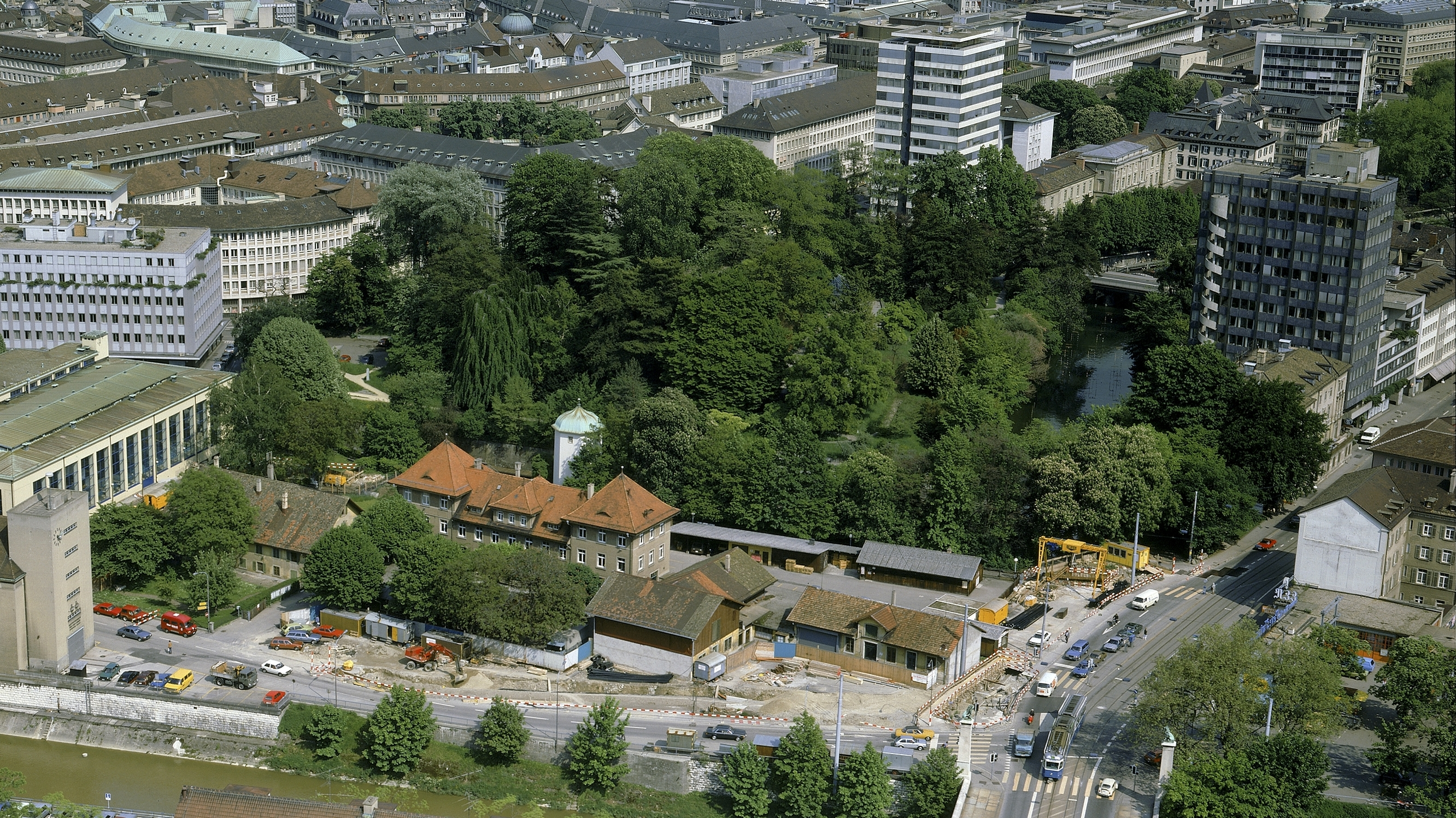
Grundstück für die Neue Börse, dahinter alter Botanischer Garten auf dem Bollwerk «zur Katz» (1985)

Die Selnau, rund 550 Meter nordwestlich des Börsenblocks gelegen, war einst Standort des namengebenden Klosters und lag im mittelalterlichen Zürich extra muros, zwischen Schanzengraben und Sihl. Amtliche Nutzungen der Selnau umfassten das «Sihlamt» zur Verwaltung des Sihlwalds, das alte Bezirksgericht von 1857, wie auch das Scharfrichter- und Wasenamt. Letzteres belegte den Landstreifen zwischen Selnaustrasse und damaligem Sihlkanal westlich des verbliebenen Bollwerks «zur Katz». Dem Amt wurde 1834 die Tierarzneischule angegliedert, die mit Schaffung der Veterinärmedizinischen Fakultät der Universität Zürich im Frühjahr 1902 zum kantonalen Tierspital wurde. Nachdem Mitte 1963 das neue Tierspital in Oberstrass bezogen werden konnte, wurde das kantonale Zeughaus behelfsmässig in den Liegenschaften untergebracht.
Für die Neubebauung des Grundstücks schrieb der Regierungsrat 1980 einen Architekturwettbewerb aus. Aus 74 eingereichten Projekten, wurde das erstplatzierte vom Architektur- und Planungsbüro Suter + Suter zur Weiterbearbeitung empfohlen. Der Bau sah neben der Börse auch eine öffentliche Mantelnutzung mit Ladenlokalen und Restaurants vor, die zusammen auf Erdgeschoss sowie Obergeschoss 1 und Untergeschoss 1 konzentriert wurden. Darauf aufgesetzt wurde ein viergeschossiger winkelförmiger Baukörper gegen beide Schenkel der Selnaustrasse, der aus Büros (Obergeschosse 2 bis 4), Technikflügel (Obergeschoss 5, Süd) und optionalen Wohnungen statt Büros (Obergeschoss 5, West) bestand. In den Untergeschossen 2 und 3 wurden Parkplätze, Lager, Zivilschutzräume und die Haustechnik untergebracht.
Für die Nutzung als Börse wurde im November 1982 der kantonale Gesamtplan vom Kantonsrat angepasst, um das Grundstück für «Börse, Zweige der Justiz und weitere Verwaltungsbereiche» zu reservieren. Eine dauerhafte Lösung für das Zeughaus wurde Ende 1983 gefunden, als aus der Liquidationsmasse der Color Metal AG die 1929 fertiggestellte Liegenschaft Uetlibergstrasse 113 erworben werden konnte. Für den Börsenneubau wurden rund 113 Millionen Franken veranschlagt, wovon gut 71 Millionen die kantonale Beamtenversicherungskasse (BVK) für den Büro- und Ladentrakt aufbringen würde. Gut 41,5 Millionen Franken entfielen auf den Börsentrakt, dessen Kosten sich gemäss eines festgelegten Schlüssels der Effektenbörsenverein (17,3 Mio.) und der Kanton Zürich zulasten des Verwaltungsvermögens (24,3 Mio.) aufteilten. Letzterem Betrag stimmte der Kantonsrat mit 113 zu 24 Stimmen zu; bei der kantonalen Volksabstimmung vom 9. Juni 1985 wurde die Kreditvorlage mit 162'668 zu 156'429 Stimmen (50,98 %; Stimmbeteiligung 45,63 %) vergleichsweise knapp angenommen.
Das Gebäude wurde von 1987 bis 1991 errichtet. Es war vom Bezug im Jahr 1992 bis zum Umzug im Juni 2017 der Hauptsitz der Schweizer Börse SIX. Seit 2000 befindet es sich im Besitz der BVK Personalvorsorge des Kantons Zürich. Im Gebäude untergebracht waren neben der Börse zudem die Büros des Statthalteramts, des Bezirksrats und der Bezirksratskanzlei des Bezirks Zürich sowie die Staatsanwaltschaft II des Kantons Zürich und das Baurekursgericht Zürich. Ende Juni 2017 wurde der Betrieb der Börse vollständig in den «Hard Turm Park» in Zürich-West verlegt.

### Übernahme durch «EF Education First»
Nachdem über die Zukunft des Gebäudes Neue Börse lange Unklarheit herrschte, wurde im November 2015 öffentlich, dass der nach eigenen Angaben weltweit grösste Bildungskonzern EF Education First den Gebäudekomplex im Erbbaurecht vollständig übernommen habe. Presseinformationen zufolge sollte das Gebäude nach dem Auszug der Börse kernsaniert und umstrukturiert werden, und ab Frühjahr 2018 der Einzug des Unternehmens folgen. Die neuen Räumlichkeiten sollen Platz für 1000 Mitarbeiter bieten.

## Verkehr
Die Neue Börse wird von der Tramlinie 8 der Verkehrsbetriebe Zürich, sowie der S4 (Sihltalbahn) und S10 (Uetlibergbahn) der S-Bahn Zürich erschlossen.